# Afrodisiaka
Afrodisiaka (ental afrodisiakum) er betegnelsen på midler som bruges i den tro, at de øger den seksuelle lyst.
Navnet kommer fra Afrodite, kærlighedens gudinde i den græske mytologi.
Men fra et historisk og videnskabeligt synspunkt, kan de påståede resultater ligesåvel have beroet på anvendernes tro på at de virkede, dvs. placebo-effekten. 
Den medicinske videnskab har ikke påvist at noget fødemiddel fremmer seksuel lyst eller præstation.
Der er ofte tale om eksotiske urter. I ældre tider kaldtes urteafkog til dette brug for elskovsdrikke.
Nogle afrodisiaka har opnået deres ry følgende princippet om sympatisk magi, for eksempel østers, på grund af deres form. Det samme forhold forklarer handelen med det fallisk udseende horn på Næsehornet, en handel som alvorligt truer dette dyrs overlevelse. Andre dyre-baserede afrodisiaka har fået deres ry fra dyre-emnets indlysende virilitet og aggresivitet, såsom tigerens penis (et ry som på tilsvarende måde truer denne dyreart). Pulveriseret spansk flue (en billeart) har været brugt som afrodisiakum i konfekt.